# Octrooicentrum Nederland
Octrooicentrum Nederland (OCNL) is de octrooiverlener voor Nederland. Het is een onderdeel van de Rijksdienst voor Ondernemend Nederland en valt onder de Nederlandse Ministerie van Economische Zaken. Ze geeft daarnaast ook voorlichting over het octrooisysteem en behartigt de belangen van Nederland in Europese en mondiale organisaties. Directeur van OCNL is sinds 1 augustus 2025 Maja Schmitt.

## Geschiedenis
Het Unieverdrag van Parijs tot bescherming van de industriële eigendom werd op 20 maart 1883 getekend. Het kreeg goedkeuring bij Nederlandse wet op 23 april 1884 zoals gepubliceerd in het Staatsblad nummer 53. In 1893 werd het Bureau voor den industrieelen eigendom opgericht als uitvoerder van de Merkenwet in Nederland.

### Octrooiraad (1912-2003)

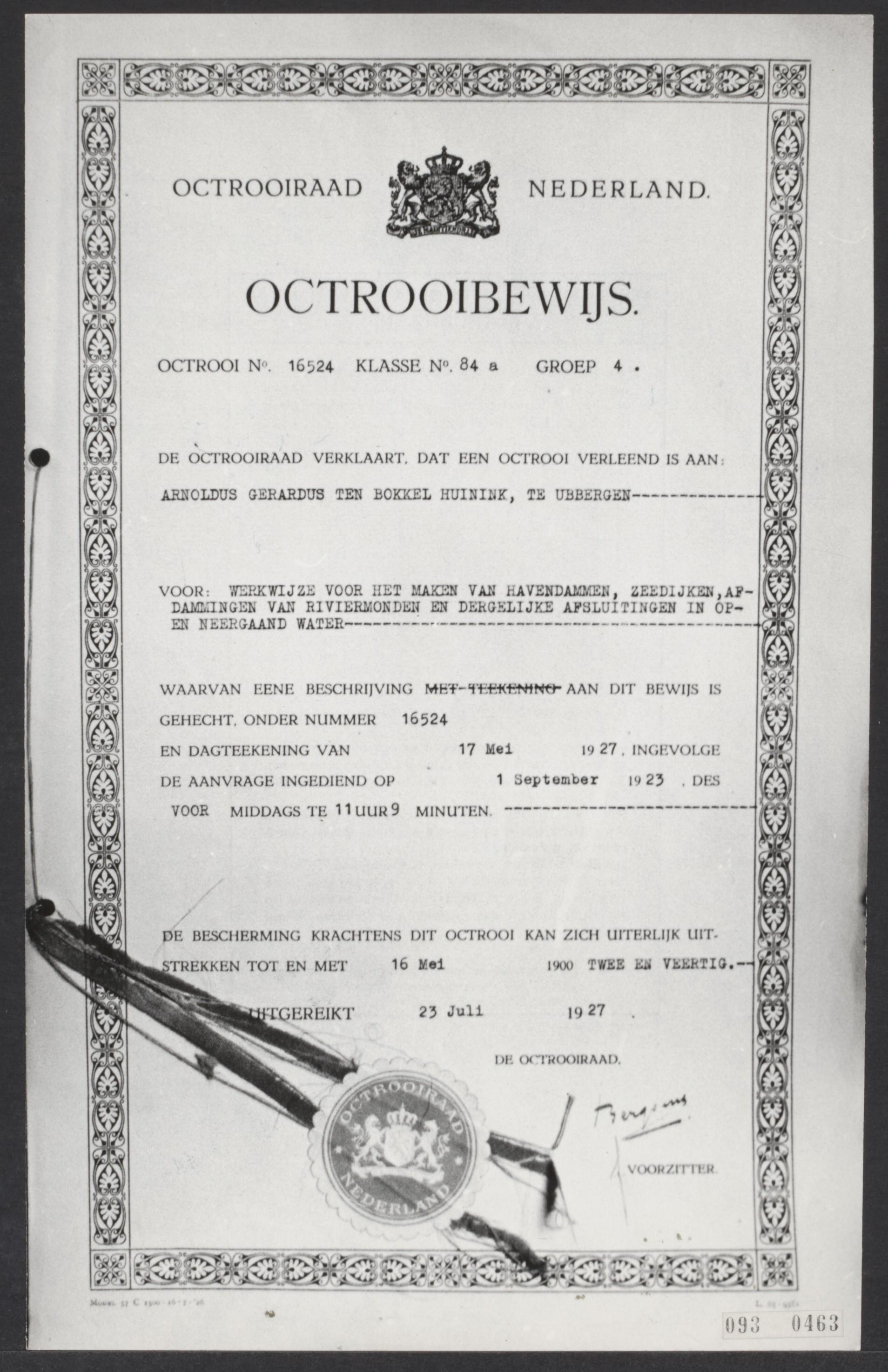
Octrooibewijs 16524 van de Octrooiraad, uit 1923

In 1912 trad de Rijksoctrooiwet 1910 in werking waarmee de Octrooiraad in het leven werd geroepen. Deze raad zorgde voor de toetsing voor de verstrekking van nieuwe octrooien. Op 1 september 2004 werd de Octrooiraad opgeheven door intrekking van de Rijksoctrooiwet 1910.
Aanvankelijk bestond de Octrooiraad, een onderdeel van het Bureau voor den industrieelen eigendom, uit een handjevol leden, voornamelijk hoogleraren en anderen die zich in de (technische) wetenschappen onderscheiden hadden. Daarna werd een vaste en permanente ambtelijke staf samengesteld, bestaande uit technici met een academische opleiding, die eerst "voorbereider" werden, en bij gebleken geschiktheid na een periode van zeven jaar benoemd konden worden tot plaatsvervangend lid van de Octrooiraad. Na weer een periode van minimaal vijf jaar was een keuze-benoeming tot lid van de Octrooiraad mogelijk. Er konden maximaal 40 leden van de Octrooiraad zijn en maximaal 75 plaatsvervangende leden. De leden en plaatsvervangende leden van de Octrooiraad namen de uiteindelijke beslissing tot al dan niet verlening van een octrooi. Tegen die beslissing stond nog beroep open bij een afdeling van beroep, bestaande uit drie (andere) leden van de Octrooiraad.
Tussen 1912 en 1995 toetste de Octrooiraad iedere octrooiaanvraag nauwgezet aan de eisen die de Rijksoctrooiwet 1910 stelde. Om voor octrooibescherming in aanmerking te komen moest een uitvinding aan de drie hoofdeisen nieuwheid, inventiviteit en industriële toepasbaarheid voldoen.
Door de oprichting van het Europees Octrooibureau in 1977 konden aanvragen ook Europees ingediend worden. Hierdoor nam het aantal bij de Octrooiraad ingediende octrooiaanvragen gestaag af. Als gevolg daarvan was het niet meer mogelijk om voor alle gebieden van de techniek deskundige vooronderzoekers in dienst te hebben en aan het werk te houden. Daarom voorzag de Rijksoctrooiwet 1995 erin dat in het vervolg Nederlandse octrooiaanvragen niet meer getoetst en enkel geregistreerd werden. Wel kwam er een overgangsregeling die inhield dat aanvragen die voor die tijd waren ingediend nog onder de "oude" Rijksoctrooiwet door de Octrooiraad werden afgehandeld: De in 1995 nog niet afgehandelde aanvragen werden nog onder de Rijksoctrooiwet 1910 getoetst door de Octrooiraad. Gegeven het systeem van de Rijksoctrooiwet 1910 heeft het afhandelen van de aanvragen die onder de Rijksoctrooiwet 1910 waren ingediend door de Octrooiraad geduurd tot begin 2004.
Met de invoering van dit registratieoctrooi, is de inhoudelijke toetsing tijdens de aanvraag verdwenen. Die vindt nu achteraf plaats bij de rechter als er een conflict ontstaan is over het verleende octrooi waarbij NL Octrooicentrum een adviesrol kan hebben.
Met de intrekking van de Rijksoctrooiwet 1910, op 1 september 2004 werd de Octrooiraad opgeheven. In plaats van de Octrooiraad, dat inmiddels een zelfstandig onderdeel van het ministerie van Economische Zaken was geworden, kwam het Bureau voor de Industriële Eigendom. In maart 2005 is de naam van het Bureau voor de Industriële Eigendom gewijzigd in Octrooicentrum Nederland.

### Fusies 2010 en 2014
Per 1 januari 2010 fuseerde het Octrooicentrum Nederland met de uitvoeringsdiensten EVD en SenterNovem tot Agentschap NL, een uitvoeringsagentschap van het Ministerie van Economische Zaken, Landbouw & Innovatie. Agentschap NL bood klanten één aanspreekpunt voor duurzaamheid, innovatie en internationaal ondernemen. De naam van Octrooicentrum Nederland veranderde naar NL Octrooicentrum in overeenstemming met de naamgeving van de vijf divisies van Agentschap NL. Het agentschap fuseerde op 1 januari 2014 met Dienst Regelingen tot Rijksdienst voor Ondernemend Nederland. De octrooiverlener heette toen weer Octrooicentrum Nederland.